# Maria Mihăescu
Maria Mihăescu (n. 1885, Dițești, Prahova – d. 1968), supranumită și Mița Biciclista, a fost o femeie faimoasă din perioada interbelică din România, datorită frumuseții sale, dar mai ales datorită imaginii sale nonconformiste din acea perioadă, imagine rezultată din viața amoroasă și din plimbările sale cu bicicleta pe străzile Bucureștiului. Renumele și l-a câștigat în anul 1898, datorită unui ziarist amorezat de ea, George Ranetti, care  a observat-o într-una din plimbările sale cu bicicleta pe Calea Victoriei.

## Biografie
Cunoscută ca fiind prima femeie din România care a mers pe bicicletă, Mița a fost bănuită că ar fi avut legături amoroase cu mari nume ale perioadei interbelice: Regele Ferdinand (de la care a primit casa din Piața Amzei, casă care îi poartă azi numele, Mița Biciclista), Octavian Goga, Nicolae Grigorescu sau chiar regele Manuel al Portugaliei. Deși acesta din urmă a cerut-o în căsătorie, Maria l-a refuzat din cauza iubirii sale pentru doctorul Nicolae Minovici, fondatorul societății „Salvarea”. În cele din urmă, în anii '40 ea s-a căsătorit cu generalul Alexandru Dumitrescu.